# 26922 Samara
26922 Samara (1996 TD40) là một tiểu hành tinh vành đai chính được phát hiện ngày 8 tháng 10 năm 1996 bởi E. W. Elst ở Đài thiên văn Nam Âu. Nó được đặt theo tên thành phố Nga thuộc Samara và cũng là dòng sông (sông Samara).